# صموئيل دريسر
صموئيل دريسر هو شخصية أعمال وسياسي أمريكي، (و. 1831 – 1901 م). انتخب عضو جمعية ولاية ويسكونسن ‏.